# Demons and wizards
Demons and wizards is het vierde studioalbum van de Britse rockgroep Uriah Heep. De nummers op het album zijn een combinatie van progressieve rock en hard rock.
Het album is opgenomen in maart/april 1972 in de Landsdowne Studio’s in Londen en geproduceerd door Gerry Bron. Het is uitgebracht in mei 1972 op het Bronze Records label van producer Gerry Bron. In 1996 is een geremasterde cd uitgebracht met drie bonus tracks. In 2003 verscheen een luxe versie van dit album met vijf bonus tracks, waaronder Proud words on a dusty shelf, dat in 1973 de titeltrack werd van een soloalbum van Ken Hensley. In 2017 is een dubbelalbum uitgebracht, met veertien alternatieve, niet eerder verschenen versies.
De hoes van het album is ontworpen door Roger Dean. Op de voorkant staat een schildering van een tovenaar, wat aansluit bij songtitels zoals The wizard en Rainbow demon.

## Muziek
Op dit album staan zowel powerballads als rocknummers. De openingstrack The wizard is geschreven door Ken Hensley (toetsinstrumenten en gitaar) en  bassist Mark Clarke. Dit was de enige albumtrack waaraan deze bassist (nog) heeft bijgedragen. Easy livin' is een swingend rocknummer. De nummers Paradise en The spell lopen in elkaar over en worden op sommige albums als een (medley) beschouwd.
| Nr. | Titel                                                 | Duur |
| --- | ----------------------------------------------------- | ---- |
| 1.  | The wizard (Ken Hensley/Mark Clarke)                  | 3:01 |
| 2.  | Traveller in time (David Byron/Mick Box/Lee Kerslake) | 3:25 |
| 3.  | Easy livin' (Ken Hensley)                             | 2:46 |
| 4.  | Poet's justice (Ken Hensley/Mick Box/Lee Kerslake)    | 4:16 |
| 5.  | Circle of hands (Ken Hensley)                         | 6:26 |

| Nr. | Titel                                           | Duur |
| --- | ----------------------------------------------- | ---- |
| 1.  | Rainbow demon (Ken Hensley)                     | 4:25 |
| 2.  | All my life (Mick Box/David Byron/Lee Kerslake) | 2:47 |
| 3.  | Paradise (Ken Hensley)                          | 5:10 |
| 4.  | The spell (Ken Hensley)                         | 7:32 |

### Externe bron
All Music